# Astragalus hulunensis
Astragalus hulunensis är en ärtväxtart som beskrevs av Pei Yun Fu och Y.A.Chen. Astragalus hulunensis ingår i släktet vedlar, och familjen ärtväxter. Inga underarter finns listade i Catalogue of Life.